# Lille Eyolf

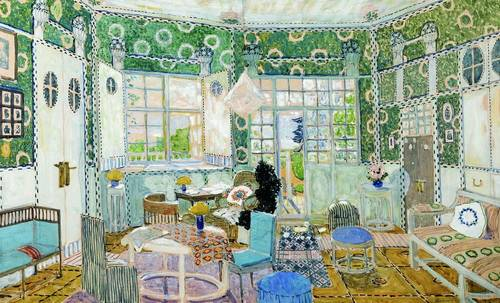
Lille Eyolf, dekor av Aleksandr Golovin.

Lille Eyolf är ett drama i tre akter av Henrik Ibsen. Det publicerades 1894. Pjäsen spelades första gången 12 januari 1895 på Deutsches Theater i Berlin.

## Handling
Lille Eyolf handlar om familjen Allmer. Fadern, Alfred,  slits mellan sitt skrivande och viljan att finnas där för sonen Eyolf och göra hans liv så bra som möjligt. Den nioårige pojken Eyolf är förlamad i ena benet efter att ha fallit ned från ett bord som liten och lever ett skyddat liv. Efter en bergsvandring inser fadern att Eyolf är viktigast och planerar att bli en bättre far. Hans fru Rita blir svartsjuk, hon är svartsjuk på Eyolf, på Alfreds skrivande och på Alfreds halvsyster, Asta. 
En kvinna, som kan locka med sig gnagare till vattnet för att få dem att drunkna, kommer dit, men får veta att de inte behöver hennes tjänster. Alfred, Rita och Asta märker inte att Eyolf följer med henne, och drunknar.
En ingenjör, vid namn Borgenhejm, är förälskad i Asta och vill att hon ska följa med honom därifrån när han åker, men hon känner att hon måste finnas kvar där som stöd för vad som är kvar av familjen. Alfred vill skiljas från Rita. Han är förälskad i Asta, som i gamla brev från modern upptäckt att de inte alls är släkt.
Asta åker iväg med Borgenhejm och Alfred och Rita kommer fram till att de ska försöka att fortsätta att kämpa tillsammans och hjälpa stadens fattiga barn.

## Uppsättning Riksteatern (2006)
Riksteatern (Sverige) i samarbete med Nationaltheatret (Norge), premiär i Oslo 14/9 2006, Sverigepremiär i Linköping 20/9 2006, regi: Lars Norén, skådespelare: Henrik Rafaelsen (Alfred), Björn Bengtsson (Borghejm)

## Uppsättning Dramaten (2024)
Pjäsen hade premiär den 31 januari 2024. på Dramaten i Stockholm och spelades fram till 4 maj 2024.

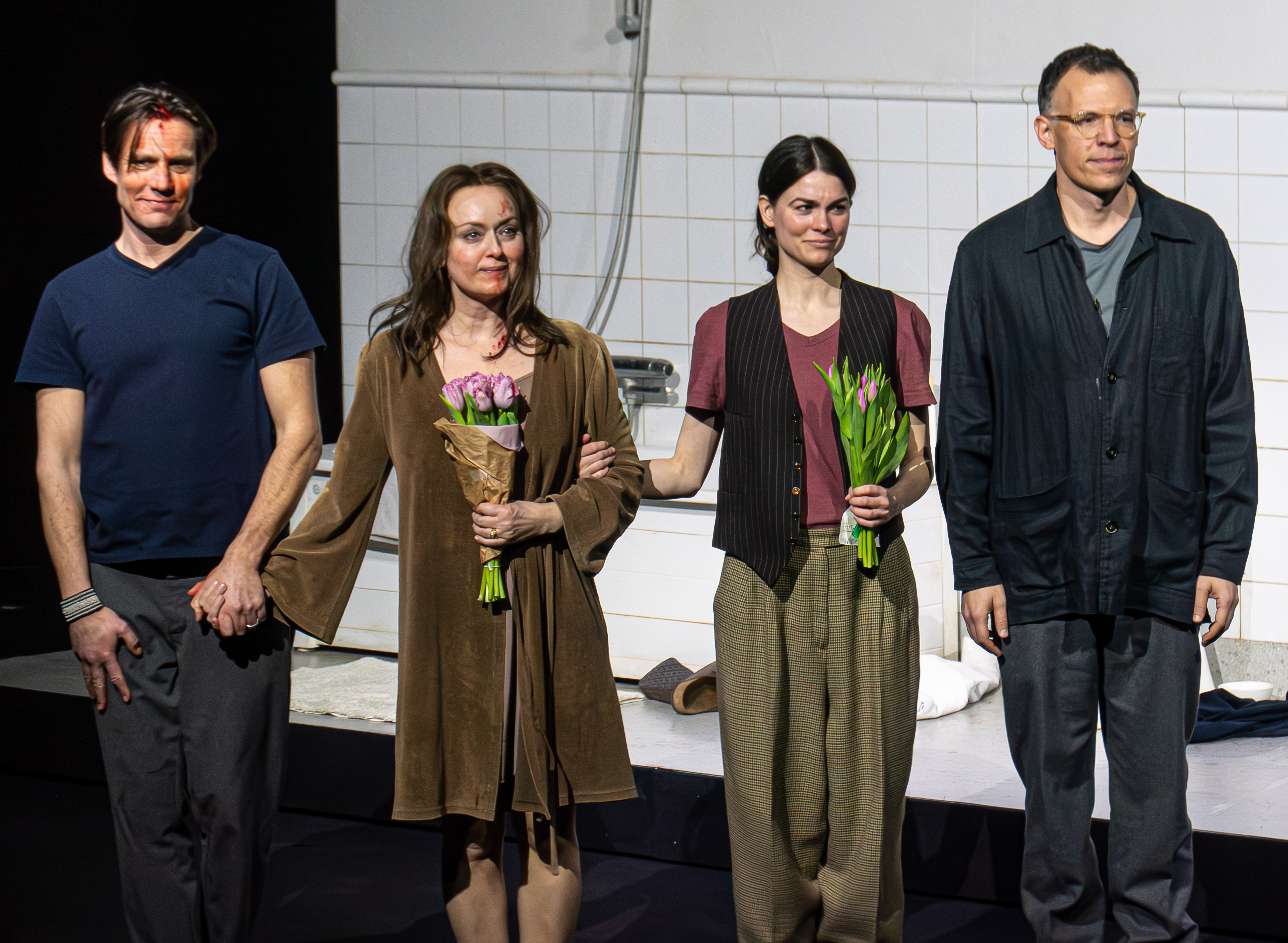
Erik Ehn, Livia Millhagen, Karin Franz Körlof och Hannes Meidal efter föreställningen av Lille Eyolf på Dramaten 2024.

### Regi
Stefan Larsson

#### Medverkande Dramaten
- Erik Ehn
- Karin Franz Körlöf
- Irene Lind
- Hannes Meidal
- Livia Millhagen
- Sam Herrgård
- Melker Pernfors
- Lars Adsten

#### Mottagande
Lille Eyolf fick ett övervägande positivt mottagande,
1. "Förlusten av ett barn griper tag om strupen i Lille Eyolf " DN[1]
2. "Vi speglar oss i de olika gestalterna. Vi skrattar, gråter och förfäras. Det gör vi när teater är som bäst. Det gör vi i denna uppsättning av Lille Eyolf" KYRKANS TIDNING[2]